# 徐謙
徐 謙（じょ けん）は、中華圏の人名。中華民国において、同姓同名の2人の要人が存在する。
- 徐謙 (江西) - 中華民国の政治家・法学者。本記事において詳述する。
- 徐謙 (甘粛) - 中華民国の政治家。新疆省の政治家。新疆の統治者である楊増新の下で、省政務庁長、財政庁長などを歴任した。

徐 謙（じょ けん）は、清末、中華民国の政治家・法学者。北京政府、国民政府で主に司法部門の要職につく。中国国民党左派・反蔣介石派として福建事変にも参加した。字は季龍。教名は喬治。別署名は黄山樵客。祖籍は安徽省歙県。

## 事績

### 清末民初の活動
1902年（光緒28年）、壬寅科挙人となる。翌年、癸卯科進士となった。訳学館に入学して、法律政治科を専攻した。1904年（光緒30年）、仕学館に転入する。1907年（光緒33年）卒業した。
翰林院編修、法部参事を歴任して、法律編査館を主管した。翌年、京師審判庁庁長となり、後に京師高等検察長に昇進した。1910年（宣統2年）4月、アメリカへ国際会議出席等のため赴く。翌年春に帰国すると、国民共進会の組織を提唱した。
中華民国成立後の1912年（民国元年）4月、北京政府の司法部次長に任命される。8月には、国民党の本部参議となった。翌年、二次革命（第二革命）で革命派が敗北すると、徐謙も下野して、弁護士を開業した。
袁世凱死後の1916年（民国5年）9月、段祺瑞内閣において、司法部次長に返り咲く。1919年（民国8年）、パリ講和会議に出席した。帰国後は下野し、天津で『益世報』の総編輯となる。
1920年（民国9年）11月、広州に向かって孫文の護法運動に参加し、軍政府司法部長に任命された。さらに広州政府大理院院長も兼任している。その後、一時的に北京に戻り、1922年（民国11年）9月、北京政府の王寵恵臨時内閣で署理司法総長に任命された。

### 国民党左派としての活動
翌年2月、胡漢民とともに、上海で和平統一代表の任にあたった。まもなく広州へ戻って、私立嶺南大学文学系主任となっている。1924年（民国13年）9月、私立上海法政大学校長となったが、翌月、馮玉祥の招聘に応じて俄文法政学校校長、中俄庚款委員会主席に任ぜられた。
1925年（民国14年）7月以降は、中国国民党側で活動する。武漢国民政府において、国民党中央常務委員、国民政府委員会常務委員、軍事委員会軍事裁判所長などの党・政・法の要職をつとめた。しかし、1927年（民国16年）4月の上海クーデターにより徐謙は失脚し、上海の租界を経由して香港に逃れた。
1933年（民国22年）に李済深らが福建事変を起こすと、徐謙もこれに参加し、最高法院院長兼農工幸福委員会主席に任じられた。しかし、まもなく福建事変は敗北に終わり、徐謙は香港に再び逃亡した。日中戦争（抗日戦争）勃発後は、国民政府に復帰して国防委員会委員、国民参政会参政員などをつとめた。しかし1939年（民国28年）10月、病気療養のために香港に引き返した。
1940年（民国29年）9月26日、香港にて病没。享年70（満69歳）。